# The Casualties
The Casualties sono un gruppo hardcore punk, formatosi all'inizio degli anni novanta a Jersey City (New Jersey) vicino a New York.

## Storia del gruppo
I Casualties si sono formati nel 1990 a Jersey City (New Jersey) vicino a New York con una formazione inizialmente molto instabile, la formazione cambiava continuamente e diversi componenti entravano nel gruppo per poi uscirne anche poco dopo. Tuttavia nel 1997 raggiungono finalmente una formazione stabile con il cantante Jorge Herrera, il chitarrista Jake Kolatis, il batterista Marc Meggers e il bassista Rick Lopez. Nel medesimo anno registrano il loro primo album ufficiale per la Tribal War Records For the Punx, contenente brani che fanno tuttora parte della scaletta dei concerti dei Casualties come Riot e Punk Rock Love.
L'anno successivo, nel 1998 registrano Underground Army proseguendo le sonorità del loro album di debutto pur non ancora rientrando tra i meglio riusciti del gruppo. Punx Unite è forse il miglior brano.
Stay Out of Order del 2000 non è ancora una conferma; conferma che arriverà nel 2001 con l'album Die Hards, il primo della band pubblicato con la SideOneDummy Records, con brani come Nightmare, Made In NYC e Get Off My Back. All'uscita dell'album segue un tour mondiale della durata di ben tre anni con show carichi di energia sia da parte della band che da quella del pubblico.
Nel 2004 il loro quinto lavoro in studio On the Front Line consacra i Casualties come maggiori esponenti dello Street punk, ricevendo inoltre un gran successo sotto il punto di vista delle vendite. Unknown Soldier contenuta in quest'album è l'inno di battaglia dei Casualties, nonché la loro canzone più conosciuta. L'anno successivo viene pubblicato En la línea de frente, una sorta di remake del precedente On the Front Line cantato in spagnolo, lingua madre del cantante Jorge Herrera.
Il settimo album della band del 2006 è intitolato Under Attack che nella prima settimana entra alla posizione 199 della classifica Billboard 200. Anche in questo caso alla pubblicazione dell'album segue un lungo tour mondiale.
We Are All We Have viene pubblicato nel 2009 sempre con la SideOneDummy Records, con la quale la band ha pubblicato gli ultimi quattro album. Dal disco viene estratto il singolo We Are All We Have.
Nel 2010 esce For The Casualties Army, una specie di best of contenente il meglio dei brani della band estratti dall'album Die Hards sino a We Are All We Have distribuito esclusivamente online.
Il gruppo ha cambiato totalmente formazione rispetto alle origini, in cui figuravano: Jorge e Colin alla voce, Armano l'altro fondatore allabatteria, Hank alla chitarra e Mark al basso. I Casualties hanno cominciato a riproporre un sound fortemente ispirato all'hardcore punk di stampo inglese (conosciuto come UK 82) con gruppi come Blitz, The Partisans, One Way System, GBH e Exploited. Il gruppo ha riscosso successo in tutto il mondo, suonando ripetutamente in Giappone, Messico, Sudamerica, Europa e Nord America prendendo inoltre parte più volte al Vans Warped Tour.

## Formazione

### Formazione attuale
- David Rodriguez – voce  (2017-presente)
- Jake Pass Kolatis – chitarra (1993-presente)
- Marc Meggers Eggers – batteria (1995-presente)

### Ex componenti
- Rick Lopez – basso (1999-2022)
- Jorge Contreas Herrera – voce (1990-2017)
- Armano – batteria (1988-1990)
- Colin – voce (1990-1992)
- Fred – chitarra (1990-1992)
- Hank – chitarra (1992-1993)
- Mark – basso (1990-1993)
- Mike – basso (1993-1997)
- Jon – basso (1997-1999)
- Yureesh – batteria (1990-1993)
- Shawn – batteria (1993-1995)

## Discografia

### Album in studio
- 1997 – For the Punx
- 1998 – Underground Army
- 2000 – Stay Out of Order
- 2001 – Die Hards
- 2004 – On the Front Line
- 2005 – En la línea del frente
- 2006 – Under Attack
- 2009 – We Are All We Have
- 2012 – Resistance
- 2016 – Chaos Sound
- 2018 – Written in Blood

### Raccolte
- 2001 – The Early Years: 1990-1995
- 2010 – For The Casualties Army 2001-2009

### Apparizioni in compilation
- 2001 – Warped Tour 2001 Tour Compilation
- 2002 – Warped Tour 2002 Tour Compilation
- 2003 – Warped Tour 2003 Tour Compilation
- 2004 – Warped Tour 2004 Tour Compilation
- 2005 – Armano Reunion 2008
- 2006 – Warped Tour 2006 Tour Compilation
- 2007 – Warped Tour 2007 Tour Compilation
- 2007 – Think Punk Vol. 1
- 2010 – Warped Tour 2010 Tour Compilation